# Viviparus acerosus
Viviparus acerosus  (лат.) — пресноводный брюхоногий моллюск отряда Architaenioglossa семейства живородков.